# 基斯坦奴·盧卡利尼
基斯坦奴·盧卡利尼（Cristiano Lucarelli，1975年10月4日—）是一名現時效力於意甲球會那不勒斯的意大利前鋒足球員。

## 球員生涯
作為一名球壇浪人，盧卡利尼在與其擁護球隊利禾奴簽約前曾為意大利和西班牙的8間球會效力。他是現今看重金錢名利的足球世界中罕有的球員，曾多次拒絕欲以高薪羅致他的球會 (最著名的是聖彼德堡足球會提出的一份三百萬歐羅合同)，他曾表示：「有些球員花費過億購買一輛法拉利或者一隻帆船；我用那筆錢會購買一件利禾奴的球衣。」
在對陣卡坦尼亞的意甲賽事中大演帽子戲法，以4-1大勝，並在其中射入其個人在意甲的第100個入球。
不幸的事發生了，盧卡里尼近孚完美的與球隊的關係在2007年3月與球會主席艾杜·史比利尼對於教練阿利干尼被炒魷魚鬧翻後變壞，在被球迷威脅下，盧卡利尼終於確定在季未離開這間由小到大都擁戴的家鄉球會。
在7月13日盧卡利尼決定以600萬英鎊轉會到烏克蘭聯賽球會薩克達，簽約3年。盧卡利尼成為了首名在烏克蘭聯賽踢球的意大利球員。這次轉會領到他的個人網頁湧現大批負面留言。他為薩克達在對陣些路迪的賽事中，射入個人在歐洲賽事中的第一個入球，協助球隊以2比0勝對手。
在2008年1月15日，盧卡利尼正式轉會到帕爾馬足球會，簽訂了價值120萬英鎊，為期三年半的合同。
他在2011-12赛季结束后宣布退休。

## 國際賽生涯
盧卡利尼為義大利成年隊上陣6次。他在2005年在加拿大多倫多羅渣士中心決戰塞黑國家足球隊的比賽中首次上陣，並射入一球。

## 外部連結
- 個人網頁 （意大利文）
- 99 Amaranto: 一套關於盧卡利尼的紀錄片 （意大利文）